# Neorina obtusangula
Neorina obtusangula är en fjärilsart som beskrevs av Hans Fruhstorfer 1897. Neorina obtusangula ingår i släktet Neorina och familjen praktfjärilar. Inga underarter finns listade i Catalogue of Life.